# Ан-140
Ан-140 — украинский
турбовинтовой региональный грузо-пассажирский самолёт, разработанный АНТК «Антонов». Предназначен для пассажирских (52 пассажира) и грузо-пассажирских перевозок на расстояние до 3700 км. Производство прекращено в 2016 году. .

## История
Разработка в АНТК «Антонов» нового регионального самолёта на замену устаревающим самолётам Ан-24 и Ан-26 началась в 1993—1994 годах. Проектом занимались Пётр Балабуев, Дмитрий Кива, Сергей Меренков и другие.
Низкий уровень затрат на техническое обслуживание явился важным условием разработки. Ан-140 может автономно эксплуатироваться на неподготовленных аэродромах.
17 сентября 1997 года состоялся первый полёт опытного Ан-140, который был поднят в небо лётчиком-испытателем А. К. Хрустицким.
11 октября 1999 года — первый взлёт серийного Ан-140 производства Харьковского государственного авиационного производственного предприятия.

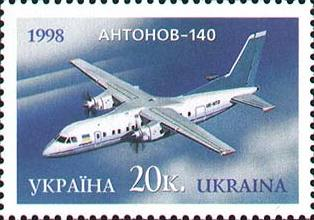
На почтовой марке Украины, 1998 год

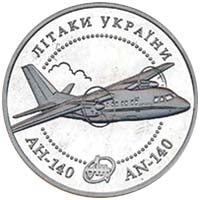
Ан-140 на памятной монете из серии «Самолёты Украины» 2004 года

Первые два серийных самолёта были заказаны и оплачены ХГАПП государственной компанией «Укртранслизинг». В марте 2002 года самолёт Ан-140, переданный в лизинг авиакомпании «Одесские авиалинии», совершил первый коммерческий полёт.
В апреле 2004 года было завершено строительство первого Ан-140-100.
23 апреля 2010 года украинский государственный авиастроительный концерн «Антонов» и российская «Объединённая авиастроительная корпорация» приняли решение о создании совместного предприятия по организации производства и поставок в эксплуатацию самолётов «Ан».
В мае 2011 года самарское предприятие «Авиакор» сообщило, что грузовая версия Ан-140Т включена в перечень государственного оборонного заказа Российской Федерации. Позднее Министерство обороны России заявило о планах приобрести 9 самолётов Ан-140 пассажирской модификации.
В декабре 2012 года Министерство обороны РФ отказалось от закупок Ан-140Т (грузовая версия с рампой).
11 февраля 2013 года между заводом «Авиакор» и госкорпорацией «Антонов» был подписан договор о разработке военно-транспортных версий Ан-140-100 (получивших наименование Ан-140Т и Ан-140С). По условиям этого соглашения, «Авиакор» обязался профинансировать завершение разработки выпуск Ан-140Т, после чего ГК «Антонов» должен был полностью передать все интеллектуальные права на Ан-140Т и Ан-140С авиазаводу для организации производства в Самаре.

## Конструкция

### Фюзеляж

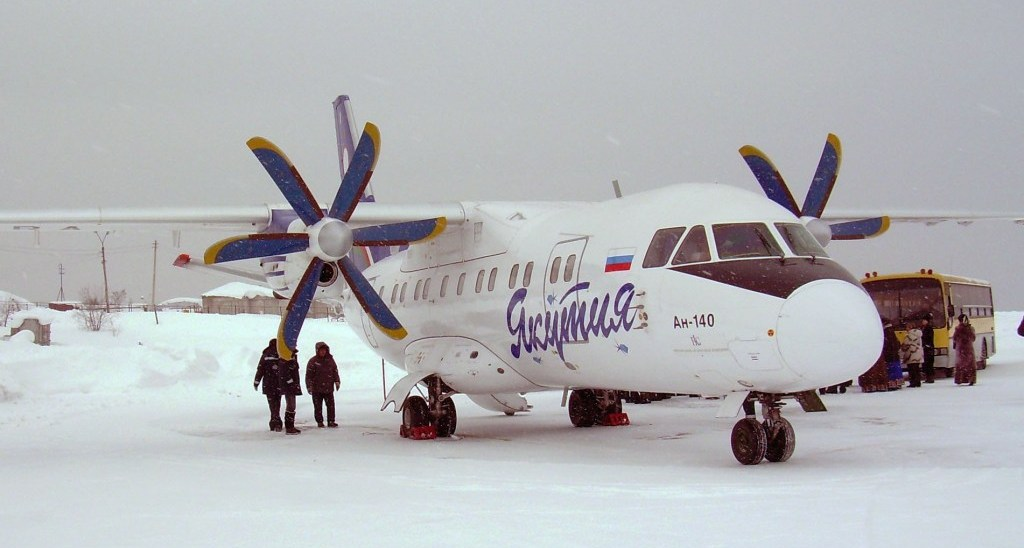
Ан-140 в аэропорту «Усть-Кут» (Иркутская область)

Ан-140 — двухмоторный турбовинтовой высокоплан с однокилевым оперением. Крыло прямое с поперечным V = 0, оперение малой стреловидности с положительным поперечным V стабилизатора. Управление без гидроусилителей с помощью двух элеронов, руля направления (РН) и двух половин руля высоты (РВ). Крыло спроектировано на основе обширных исследовательских работ, проведённых совместного с ЦАГИ (г. Жуковский).

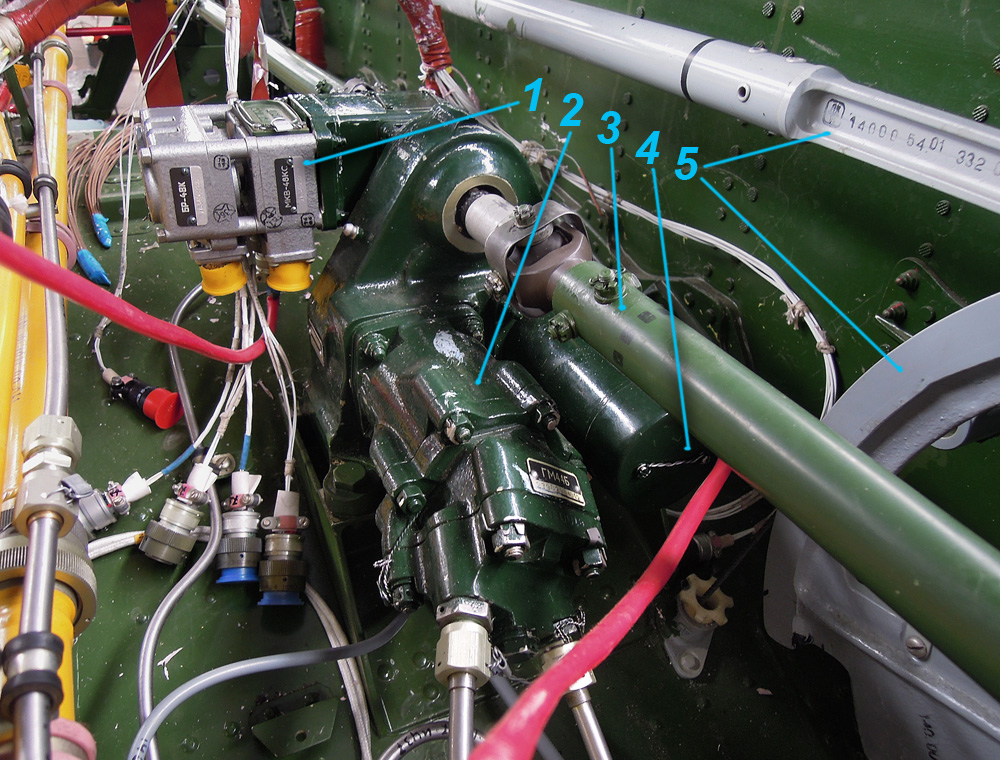
Комбинированный привод механизации (закрылков) КПМ-02

Проводка от кабины до рулевых поверхностей комбинированная — тросовая в фюзеляже и жёсткая под кабиной, в хвосте и в крыле. В случае заклинивания управления возможно электрически управляемое рассоединение бортов — от левого штурвала будут управляться левый элерон и левая половина РВ, от правого — правые элерон и половина РВ. Рассоединение производится раздельными механизмами и тумблерами. Соединение рассоединённой проводки возможно только на земле ручным взведением механизма и нажатием кнопки соединения бортов, находящейся у механизма, то есть в недоступности из салона.

### Механизация крыла
На правом элероне установлен триммер, на РН — триммер-сервокомпенсатор, на каждой половине РВ — по одному триммеру и триммеру-сервокомпенсатору. Триммеры элерона и РН управляются переключателями на среднем пульте (пьедестале), причём в цепи управления включены реле времени, не позволяющие за одно нажатие переключателя работать приводу триммера более одной секунды, что защищает триммеры от ухода в крайнее положение при поломке переключателя или появлении постороннего питания цепи. Триммеры РВ управляются синхронно переключателями на штурвалах, расположение которых стандартное для переключателей триммирования по продольному каналу управления — под большой палец левой руки КВС и большой палец правой руки второго пилота, что оставляет другую руку, не занятую работой со штурвалом и триммером РВ, свободной для работы с рычагами управления двигателями, стоящими между пилотами. Схема управления не допускает одновременного триммирования с обоих переключателей. При отказе основной системы триммирования возможно управление триммерами-сервокомпенсаторами при помощи переключателей на среднем пульте — каждым раздельно.
Закрылки — двухщелевые, предкрылки не установлены. В систему основного управления закрылками входят:
- рукоятка управления закрылками (РУЗ), установленная на среднем пульте;
- блок управления и контроля закрылков БУКЗ-400, установленный в правом зализе под крылом;
- гидромотор ГМ41Б комбинированного привода механизации КПМ-02, установленный на центроплане справа и питающийся от самолётной гидросистемы;
- три электрогидравлических крана ГА135 — включения управления закрылками, выпуска и уборки;
- механизмы концевых выключателей и блоки резисторов.

РУЗ имеет фиксированные углы — 0°, 10°, 15° (взлётные углы), 25° и 40° (посадочные углы). При отказе основного управления возможно резервное управление в обход РУЗ, БУКЗ и ГМ41 посредством стоящих на среднем пульте переключателей (выключателя резервного управления и нажимного переключателя «Уборка — 0 — Выпуск») и коллекторного электродвигателя на 27 В, стоящего на КПМ-02. Единственной блокировкой в этом случае являются концевые выключатели, отключающие электродвигатель в крайних положениях привода. Скорость полного выпуска или уборки закрылков при резервном управлении — до 140 с, потребляемый ток — 3-4 А на земле, до 10 А в воздухе, система сохраняет работоспособность при напряжении питания до 18 В.
На случай обрыва трансмиссии закрылков имеется двухканальная цепь обнаружения рассинхронизации, в которую входят блоки резисторов, установленные по два на обоих концах трансмиссии, и БУКЗ-400. Принцип действия — использование переменных резисторов как делителей напряжения и сравнение напряжения резисторов, стоящих на разных концах трансмиссии. При разности напряжений в одной паре резисторов загорается табло «Асимметрия подканала» на пульте предполётной подготовки (за спиной второго пилота), при разности напряжений в обоих подканалах загорается табло «Рассинх закрылков» и срабатывают установленные на концах трансмиссии противоуборочные тормоза (ПУТ). Растормаживание ПУТ возможно только после устранения рассинхронизации на земле нажатием кнопки растормаживания, установленной возле БУКЗ, то есть в недоступности из салона.
Самолёт имеет трёхстоечное шасси повышенной проходимости с пневматиками низкого давления.

### Силовая установка
На Ан-140-100 установлены два турбовинтовых двигателя ТВ3-117ВМА-СБМ1 производства ОАО «Мотор Сич» (Запорожье), соответствующие требованиям ICAO по низкому уровню шума и выброса загрязняющих веществ в атмосферу и разработанные ОКБ имени В. Я. Климова на базе широко распространённого вертолётного двигателя ТВ3-117. Запуск двигателей, наземное питание и кондиционирование самолёта обеспечивает ВСУ АИ9-3Б.
Компоновка силовой установки, схема размещения и навески двигателей предусматривает возможные доработки под установку других ТВД этого класса мощности ТВ7-117С разработки НПП им. В. Я. Климова и PW-127-Pratt-Whitney Canada (г. Монреаль, Канада).
Так как вертолётные двигатели ТВ3-117 конструктивно имеют свободную турбину, расположенную позади турбокомпрессора, с валом, направленным назад по полёту (к главному редуктору, стоящему обычно за двигателями), а самолётные — переднее (к тянущему винту), то ТВ3-117ВМА-СБМ1 имеет специальную трансмиссию от заднерасположенного вала к редуктору винта, проложенную над двигателем. Редуктор винта позаимствован у двигателя АИ-24 самолётов Ан-24, Ан-26, передаточное число — 0,08.

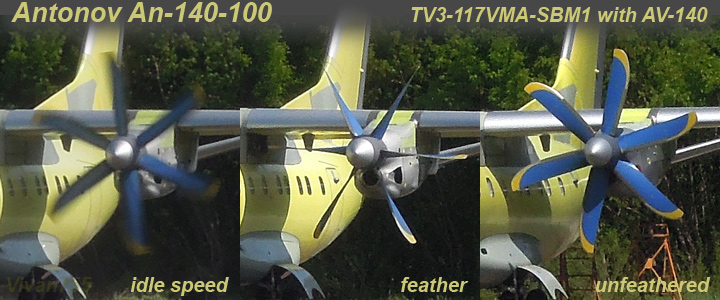
Останов с флюгированием и расфлюгирование винта АВ-140

Винт АВ-140 — изменяемого шага, реверсивный, флюгерный, с гидравлическим управлением шагом, производства ОАО «НПП Аэросила» (Ступино). Диаметр 3720 мм.
Управление двигателем — тросовое от стоящих в кабине рычагов управления двигателями (РУД), остановом двигателя — электромеханическое, при помощи кнопки «Флюгер-останов» на верхней панели кабины (для выключения в полёте), тумблера «Стоп-кран» на среднем пульте кабины (для выключения на земле) и электромеханизма на двигателе, приводящего тягу останова. Для контроля на средней приборной доске кабины на каждый двигатель установлен комплект следующих приборов:
- ИКМРТ-140 — измеритель крутящего момента (ИКМ) и рычага топлива (РТ), показывает крутящий момент в процентах от максимального и положение рычага топливного регулятора в градусах;
- ИЧЖ-1ТК-А и ИЧЖ-1ВВ-А — измерители частоты вращения турбокомпрессора и воздушного винта в процентах от максимальной;
- ИТЖ-1А — измеритель температуры выхлопных газов двигателя в °С;
- БИП-140 — блок индикации параметров, показывающий температуру масла двигателя в °С, давление масла в кг/см2, вибрацию турбокомпрессора и винта в процентах от максимальной.

| Режим          | Угол РТ, ° | nвинта, % | Мощность, кВт | Мощность, лс | ИКМ, % | кг/(элс*ч) | nвинта, мин−1 | Число Маха | Высота, м | ТНВ, плюс °С |
| Макс. ЧР       | 100-115    | 100       | 2058          | 2800         | 95,3   |            | 1202,3        | 0          | 0         | 37           |
| ЧР в полёте    | ""         | ""        | 1567          | 2130         | 72,5   |            | ""            | 0,3        | 5170      | 10           |
| Взлётный       | ""         | ""        | 1839          | 2500         | 85,1   | 0,206      | ""            | 0          | 0         | 30           |
| Взлётный       | ""         | ""        | 1456          | 1980         | 67,5   |            | ""            | 0,5        | 6000      |              |
| Макс. продолж. | 94         | 91,4      | 1544          | 2100         | 71,8   |            | 1100          | 0          | 0         | 35           |
| Макс. продолж. | ""         | ""        | 1360          | 1850         | 68,8   |            | ""            | 0,5        | 6000      |              |
| Макс. крейс.   | 86         | ""        | 1286          | 1750         | 65,1   | 0,193      | "«            | 0,5        | 6000      |              |
| Полётный МГ    | 44-50      | до 91,8   | 117,6         | 160          | 6      |            | 1106          | 0,2        |           |              |
| Земной МГ      | 24-42      | 91,4      |               |              |        |            | 1100          |            |           |              |
| Тихое рул.     | 0-115      | 70-74     |               |              |        |            | ~850          |            |           |              |

Также, регламентированы режимы 0,7 от максимального продолжительного — 80° РТ, 0,5 — 71°, 0,4 — 67°, 0,2 — 57°. От ПМГ до взлётного РУД перемещаются свободно, для уборки газа ниже ПМГ необходимо оттянуть вверх головки РУД. Реверс включается только при нахождении РУД на упоре ЗМГ отдельными рычагами управления реверсом (РУР), стоящими за РУД. Режим „Тихое руление“ включается кнопкой на средней приборной доске, в этом режиме обороты винта снижены до 70 % и практически не меняются, меняется только шаг. Также имеется режим синхронизации фаз винтов для устранения „гавканья“ (интерференции звука), включается кнопкой „Синхр фаз“, стоящей рядом с кнопкой „Тихое рулен“.
В систему управления силовой установкой входят отдельные для каждого двигателя устройства и блоки:
- регулятор топлива РТ-2000 и насос-регулятор НР-2000, установленные на двигателе;
- регулятор электронный двигателя РЭД-2000, установленный в обтекателе за двигателем;
- блок коммутации и запуска БКЗ-140, установленный в фюзеляже;
- общий для обоих двигателей блок управления и контроля БУК-140, установленный в фюзеляже.

Вспомогательная силовая установка (ВСУ) АИ9-3Б расположена в хвосте, имеет электроприводную створку воздухозабора и выхлопную систему с глушителем шума. Запуск ВСУ — электростартёром СТ-111Т, для выработки электроэнергии установлен генератор переменного тока ГТ18ПЧ6. Управление запуском ВСУ, как и маршевыми двигателями — электронное, при помощи блока БУК-9М. Вспомогательная силовая установка обеспечивает автономную эксплуатацию самолёта на не оборудованных аэродромах.

### Салон
Пассажирский салон Ан-140 базовой конфигурации рассчитан на перевозку 52 пассажиров. Самолёт имеет основной багажный отсек объёмом 6 м³, а для размещения дополнительных грузов может быть использован дополнительный грузовой отсек объёмом 3 м³, расположенный под полом грузовой кабины.
Интерьер пассажирского салона разработан компанией ИнтерАМИ, он включает удобные пассажирские кресла, шумопоглощающие панели, системы индивидуальной вентиляции, многоканальную аудиосистему и багажные полки оригинальной конструкции.

## Технические характеристики
| Масса пустого                                        | 12 810 кг |
| Максимальная взлётная масса                          | 21 000 кг (Ан-140), 21 500 кг (Ан-140-100),                                                                     |
| Максимальная посадочная масса                        | 21 000 кг |
| Максимальная коммерческая нагрузка                   | 6000 кг |
| Максимальная пассажировместимость (шаг 780 мм)       | 52 человека |
| Пассажировместимость (шаг кресел 810 мм)             | 48 пассажиров                                                                                                   |
| Максимальный вес заправленного топлива (r=775 кг/м³) | |
| при открытой заправке                                | 4440 кг |
| при централизованной заправке                        | 4330 кг |
| Крейсерская скорость                                 | 460 − 540 км/ч                                                                                                  |
| Практический потолок                                 | до 7600 м |
| Необходимая длина ВПП (СА, Н=0)                      | 880 м |
| Удельный расход топлива                              | 24.4 г/пасс.-км(Ан-140-100)                                                                                     |
| Часовой расход топлива                               | 560 кг/ч |
| Перегоночная дальность                               | 3700 км |
| Практическая дальность                               | с макс. коммерч. нагрузкой — 1 300 км с 52 пассажирами — 2 320 км с макс. запасом топлива — 3 050 км (43 пасс.) |
| Экипаж                                               | 2 человека |
| Проектный ресурс                                     | 50000 лётных часов, 50000 посадок, 25 лет                                                                       |

## Модификации
На базе самолёта Ан-140 разработано несколько новых модификаций, в числе которых:
| Название модели    | Краткие характеристики, отличия. |
| ------------------ | --- |
| Ан-140-100         | пассажирская модификация, в 2004 году заменившая в производстве Ан-140. В конструкцию которой были внесены более 200 изменений: крыло удлинено на 1 метр; длина элерона увеличена с 3,09 до 3,16; площадь элерона увеличена с 1,412 до 1,655 м; установлены новые мотогондолы и новое приборное оборудование (бортовой магнитофон „Морион БК“ заменён на CD-проигрыватель „Ритм“, самолёт оборудован системой предупреждения столкновения в воздухе TCAS—94), увеличено количество заправляемого топлива, введён улучшенный интерьер из термопластических материалов фирмы ИнтерАми с пассажирскими креслами FAST. Взлётный вес самолёта увеличился с 21 000 до 21 500 кг. |
| Ан-140-300Т        | Удлинённая версия Ан-140-100Т с форсированными двигателями. |
| Ан-140МП           | Самолёт морского патрулирования. Проект 2004 года. Оснащён блоком поисковым РЛС EL/M — 2022A(V)3; турелью оптико-электронной системы COMPASS; пушкой ГШ-30; оборудуется дополнительным топливным баком вместимостью 1350 л; установка блоков неуправляемых реактивных снарядов Б8М1 или двух баков вместимостью по 1000 л каждый с жидкостью для нейтрализации вредных разливов на водной поверхности, а также могут устанавливаться контейнеры с поисковыми фарами; |
| Ан-140Т            | Военно-транспортная модификация. Грузоподъёмность 6 тонн. Дальность полёта с грузом 5 тонн 1860 км. Самолёт может перевозить 36 десантников или 50 солдат или 24 раненых. Размеры грузового отсека: длина 10 200 мм, ширина 2270 мм, высота 1890 мм. |
| Ан-140ТК           | Конвертируемая грузопассажирская модификация. |
| Ан-140 VIP         | VIP модификация с салоном повышенной комфортности и с увеличенной дальностью полёта. |
| IrAn-140 Faraz     | Лицензионная модификация Ан-140, производящаяся в Иране на авиационном заводе HESA. |
| IrAn-140-100 Faraz | Лицензионная модификация Ан-140-100, производящаяся в Иране на авиационном заводе HESA. |

## Производство
Украина
Самолёт производился на площадке Харьковского авиационного завода с 1997 по 2005 год, всего здесь было изготовлено 11 самолётов, но возможность возобновления производства оставалась по меньшей мере до конца 2015 года. В цехах завода остались ещё два недостроенных Ан-140.
С 2004 года начато производство Ан-140-100. Первым эксплуатантом новой модификации стала украинская авиакомпания «Ильич-Авиа», которая приобрела два самолёта.
Первым зарубежным заказчиком Ан-140-100 в июне 2004 года стала авиакомпания «Azerbaijan Hava Yollari», подписавшая контракт на поставку четырёх Ан-140-100. К декабрю 2005 года было поставлено два самолёта из четырёх заказанных. После катастрофы Ан-140, произошедшей в Азербайджане 23 декабря 2005 года, авиакомпания прекратила эксплуатацию Ан-140 и отказалась от получения самолётов этого типа.
Последний Ан-140 производства ХГАПП был выпущен в 2005 году.
Россия
19 августа 2003 между администрацией Самарской области, ОАО «Авиакор-авиационный завод» и ХГАПП было подписано соглашение о развитии программы Ан-140 в Российской Федерации. 25 декабря 2003 года самарский авиазавод «Авиакор» завершил сборку первого Ан-140, при этом крыло и фюзеляж Ан-140 производили на ХГАПП, а сборка самолёта осуществлялась на «Авиакоре». Самолёты предполагалось использовать в гражданской и военной авиации:
- 19 августа 2010 года крупнейшая российская авиакомпания Аэрофлот сообщила о намерении закупить до 2016 года 25 самолётов Ан-140[28].
- в июле 2012 года было объявлено о намерении ВВС России закупить до конца 2020 года около 10 Ан-140-100[29]. В декабре 2012 года стало известно о намерении военного ведомства закупить ещё 15 машин (помимо 11 заказанных ранее)[30].

По состоянию на начало 2014 года заводом «Авиакор» выпущено 9 самолётов. Четыре самолёта переданы для эксплуатации в авиакомпанию «Якутия» (бортовые номера RA-41250, RA-41251, RA-41252; из них один самолёт в лётном состоянии, три находятся на хранении без двигателей) и пять в ВВС РФ.
Весной 2014 года правительство Украины прекратило военно-техническое сотрудничество с Россией. Контракт с Министерством обороны России оказалось невозможно выполнить ввиду санкций, введенных Украиной против России. В апреле 2014 года было объявлено о намерении отказаться от Ан-140 в пользу Ил-112В. Планировалось, что сдача двух Ан-140 (одного для ВВС РФ и другого для авиации ВМФ РФ) пройдёт до конца 2015 года, однако в связи с неисполнением обязательств ГП «Антонов», в августе 2015 года производство Ан-140 на «Авиакоре» было остановлено. В дальнейшем, началось судебное разбирательство между ГП «Антонов» и ПАО «Авиакор».
Некоторое время после разрыва связей с Украиной производство Ан-140 ещё продолжалось. В марте 2016 года заводом «Авиакор» было завершено изготовление самолёта Ан-140-100 (который 15 февраля 2017 был передан в состав авиации Тихоокеанского флота).
12 мая 2016 года министр промышленности и торговли Д. В. Мантуров подтвердил, что в середине 2015 года самарский завод «Авиакор» приостановил сборку самолётов Ан-140 из-за того, что 34 завода-поставщика, расположенные на Украине, прекратили поставлять компоненты, заменить которые на аналоги российского производства в ближайшее время не представляется возможным. Он также сообщил, что оставшиеся самолёты были собраны из деталей, имеющихся на заводе, и о своей готовности обсуждать с украинскими коллегами вариант покупки лицензии с дальнейшей полной локализацией производства Ан-140 на территории России.
В годовом отчёте завода «Авиакор» за 2016 год было отмечено, что «программа строительства самолётов Ан-140 завершена». «Объединённая авиастроительная корпорация» отказалась поддерживать проект Ан-140 в виду политического кризиса между Россией и Украиной и отсутствия сотрудничества с украинским предприятием «Антонов» — разработчиком самолёта Ан-140-100, в части внесения конструкторских изменений и модернизации самолёта, а также замены поставщиков комплектующих изделий, так как значительная их часть находятся на территории Украины. «ОАК» завершила программу строительства самолётов Ан-140-100, и перешла к российскому проекту Ил-112В, аналогом которого является Ан-140.
В июле 2017 года завод «Авиакор» обратился в арбитражный суд Самарской области с требованием о банкротстве подконтрольного ему на 50 % ЗАО «Совместное предприятие Международный авиационный проект Ан‑140», созданного в 2003 году совместно с ХГАПП для производства Ан-140.
Из годового отчёта (за 2017 год) «Авиакор» известно: «В случае реализации программы импортозамещения комплектующих изделий и систем самолёта Ан-140 предприятие готово возобновить выпуск данных самолётов»; данное намерение было подтверждено в 2023 г., в случае импортозамещения комплектующих и систем.
Иран
В 1994 году Иран объявил международный конкурс на самолёт с условием передачи технологий и создания местного производства. В декабре 1995 года иранская компания «HESA» и «АНТК им. О. К. Антонова» заключили контракт о передаче технологии и совместном производстве самолёта Ан-140 на сумму 195,2 млн долларов США. Предполагалось производство 80 машин, по 12 штук в год, начиная с 2000 года.
В 2000 году на авиационном заводе корпорации HESA (г. Шахиншехр, остан Исфахан) был собран и в 2001 году взлетел первый IrAn-140 (лицензионная версия Ан-140). Первые самолёты были изготовлены на 70 % из готовых деталей украинского производства и на 30 % из деталей иранского производства, в дальнейшем уровень локализации увеличился до 50 % украинских и 50 % иранских деталей.
В январе 2007 года иранские власти заявили, что выплатили украинским компаниям 120 млн долларов, но так и не получили соответствующего количества машинокомплектов для сборки самолётов.
Всего до 2011 года было собрано 14 экземпляров, из них в воздух поднялись 6 ед.
19 мая 2015 года производство в Иране было прекращено официально.

## Эксплуатация

### Азербайджан
Единственным азербайджанским эксплуатантом Ан-140 была авиакомпания «Азербайджанские авиалинии». 27 ноября 2004 года она получила первый из четырёх заказанных Ан-140 производства Харьковского авиазавода, 3 декабря 2004 года началась регулярная эксплуатация этого самолёта.
29 марта 2005 года «Азербайджанские авиалинии» получили второй самолёт Ан-140.
23 декабря 2005 года Ан-140 «Азербайджанских авиалиний» потерпел авиакатастрофу во время выполнения рейса Баку — Актау, погибли 23 человека (18 пассажиров и 5 членов экипажа). После катастрофы авиакомпания отказалась от дальнейшей эксплуатации Ан-140 и получения оставшихся двух самолётов по контракту.

### Украина
На Украине Ан-140 эксплуатировали авиакомпании «Одесские авиалинии», «Аэромост-Харьков», «Ильич-Авиа», «Мотор Сич».
Первым эксплуатантом Ан-140 стала государственная авиакомпания «Одесские авиалинии», получившая свой первый Ан-140 4 марта 2002 года в присутствии президента Украины Л. Д. Кучмы. 29 марта 2002 года Ан-140 совершил первый пассажирский рейс.
3 августа 2002 года свой первый Ан-140 получила авиакомпания «Аэромост-Харьков», являвшаяся дочерним предприятием Харьковского авиазавода, осуществлявшего серийное производство Ан-140. 22 августа 2002 года авиакомпания получила ещё один Ан-140. 23 декабря 2002 года Ан-140 авиакомпании «Аэромост-Харьков» потерпел катастрофу в Иране, жертвами которой стали 44 человека; она стала первой катастрофой в истории эксплуатации Ан-140. В 2007 году авиакомпания была лишена лицензии.
С мая 2003 года эксплуатацию своего первого Ан-140 начала авиакомпания «Мотор Сич» — дочернее предприятие одноимённой моторостроительной компании, производящей двигатели для Ан-140.
26 апреля 2004 года свой первый Ан-140 получила авиакомпания «Ильич-Авиа».
К октябрю 2011 года из восьми находившихся на Украине Ан-140 регулярные рейсы выполнял только один самолёт, принадлежащий авиакомпании «Мотор Сич».
В 2012 году генеральный директор лизинговой компании «Укртранслизинг» Пётр Татарец так оценивал ситуацию с эксплуатацией Ан-140 на Украине: «К сожалению, отечественные [украинские] компании отказываются эксплуатировать данный вид самолёта, что связано, в первую очередь, с их высокой стоимостью, которая по сравнению со стоимостью первых произведённых экземпляров увеличилась практически в 2,5 раза, а также с высокой стоимостью послепродажной поддержки самолётов».

### Россия
Единственным коммерческим эксплуатантом Ан-140 в России была авиакомпания «Якутия». Свой первый Ан-140 компания получила в 2006 году, а последний (четвёртый) самолёт поступил в 2010 году, три из них были получены в лизинг от компании «Сбербанк Лизинг». По состоянию на март 2013 года в авиакомпании «Якутия» в эксплуатации находился только один из четырёх Ан-140, остальные три простаивали по техническим причинам. К 2015 году «Якутия» полностью прекратила эксплуатацию самолётов Ан-140. Руководитель компании «Сбербанк Лизинг» Кирилл Царёв так объяснил это решение: «Они [самолёты Ан-140] не эксплуатируются, потому что дорого. Возврат их к ресурсу стоит очень больших средств, самолёт не выпускается… Там же ещё есть двигатели производства украинского „Мотор Сич“, воздушные винты производства НПП „Аэросила“, агрегаты других производителей, с каждым из которых нужно провести определённый объём работ. В силу малой серии судна это значительно усложняет и удорожает задачу восстановления лётной годности. Машина авиакомпанией [Якутия] признана неэффективной.»

### Операторы
Ан-140 эксплуатировался операторами четырёх стран: Украины, Ирана, Азербайджана и России.
 Украина:

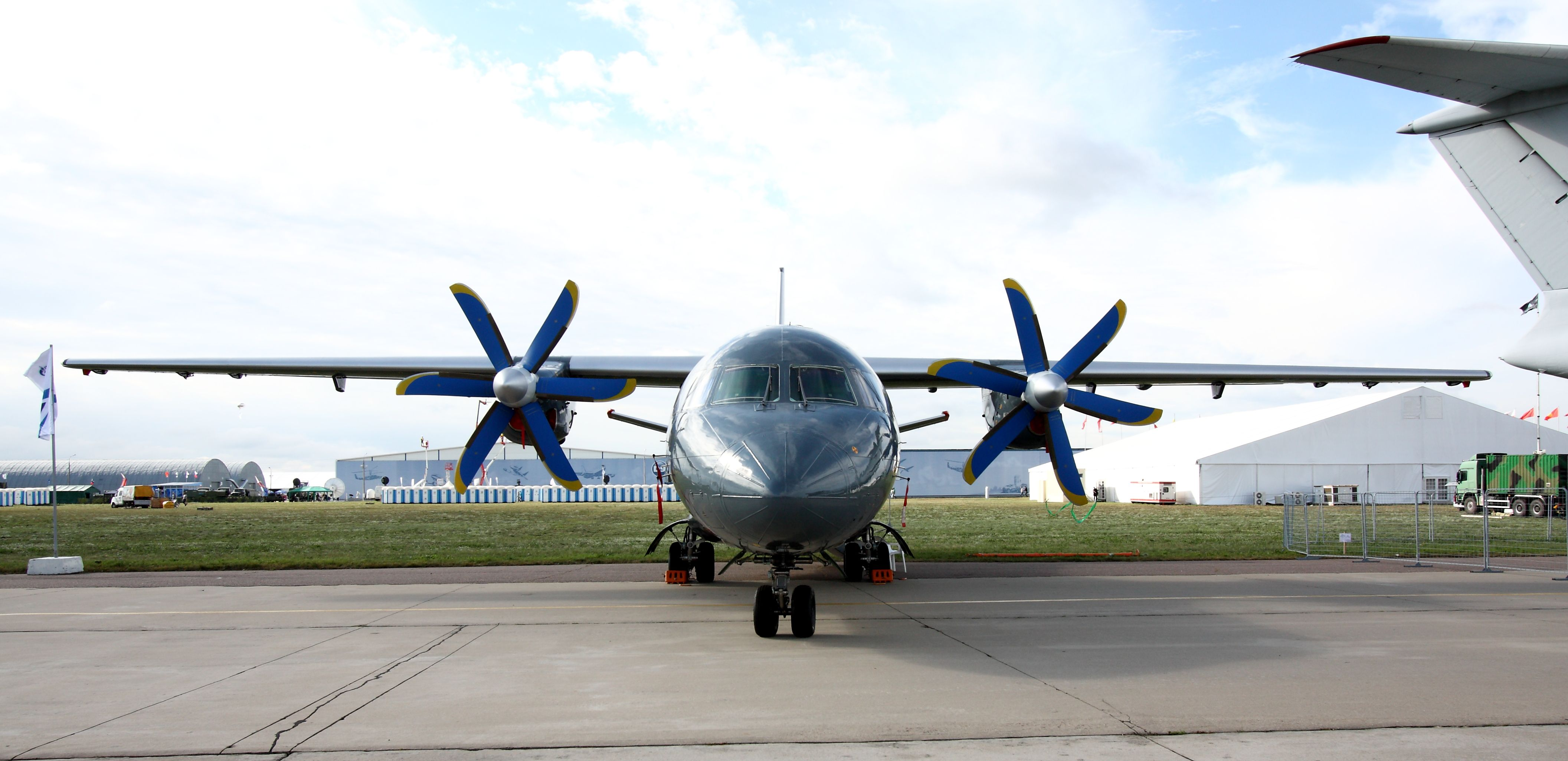
Ан-140-100 ВВС России на авиасалоне МАКС-2011

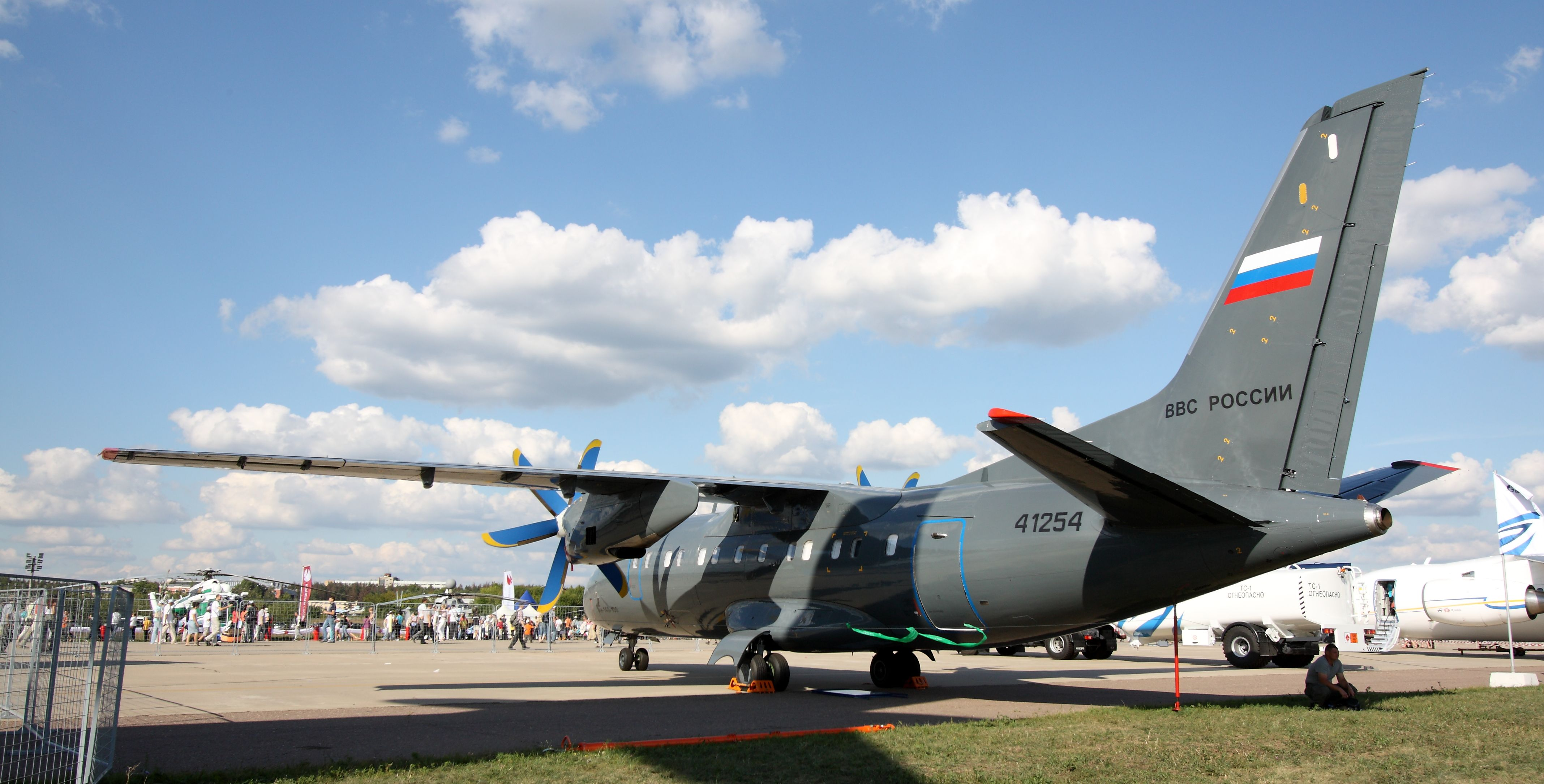
Ан-140-100 ВВС России на авиасалоне МАКС-2011

- «Мотор Сич» — 1 Ан-140 эксплуатируется[61], 3 на хранении, по состоянию на 2019 год.
- КБ Антонов (ХГАПП) — 2 Ан-140-100 на хранении, по состоянию на 2019 год[61].
- УкрТрансЛизинг — 2 Ан-140 на хранении, по состоянию на 2019 год[61].
- Аэромост Харьков — 1 Ан-140 на хранении на 2019 год.
- Одесские авиалинии — 1 Ан-140 на хранении на 2019 год.

 Иран:
- HESA Airlines — 5 Ан-140, по состоянию на 2012 год
- Полиция Ирана — 3 Ан-140, по состоянию на 2016 год[62].
- ВВС Ирана — 5 Ан-140 (Iran-140) на 2016 год[63].

 Россия:
- «Якутия» — 4 Ан-140, по состоянию на 2019 год (все на хранении)[61].
- ВВС России — 5 Ан-140, по состоянию на 2024 год[64].
- ВМФ России — 4 Ан-140, по состоянию на 2024 год[65].

Бывшие
- Азербайджан — 2 Ан-140. После катастрофы одного[49], второй самолёт не эксплуатируется[22].

## Катастрофы
По данным на 3 июля 2020 года было потеряно 5 самолётов типа Ан-140.
| Дата     | Бортовой номер | Место происшествия | Жертвы | Краткое описание                                                                                            |
| -------- | -------------- | ------------------ | ------ | --- |
| 23.12.02 | UR-14003       | у Исфахана         | 44/44  | Врезался в гору в сложных метеоусловиях из-за ошибки экипажа.                                               |
| 25.08.05 | EP-SFD         | Аэропорт Арака     | 0/27   | Из-за возгорания 2 двигателя экипаж решил полететь в аэропорт Арак, где столкнулся с ВПП.                   |
| 23.12.05 | 4K-AZ48        | у Нардарана        | 23/23  | Разбился в море. После взлёта пропала индикация всех авиагоризонтов, экипаж потерял контроль над самолётом. |
| 15.02.09 | EP-SFG         | Исфахан            | 5/5    | Учебный полёт, разбился при посадке, зацепив крылом землю из-за ошибки экипажа.                             |
| 10.08.14 | EP-GPB         | Тегеран            | 39/48  | Разбился после взлёта из-за отказа двигателя.                                                               |